# جیم فیکس
 جیم فیکس (انگلیسی: Jim Fixx؛ ۲۳ آوریل ۱۹۳۲ – ۲۰ ژوئیهٔ ۱۹۸۴) یک خبرنگار اهل ایالات متحده آمریکا بود.
وی نویسنده کتاب کتاب کامل دو (به انگلیسی: The Complete Book of Running) بود که در آن به فواید دو در تناسب اندام می‌پرداخت و پرفروش‌ترین کتاب سال ۱۹۷۷ در ایالات متحده بود. فیکس در ۲۰ جولای ۱۹۸۴ در سن ۵۲ سالگی بر اثر سکته قلبی پس از دوندگی درگذشت.